# Phasicnecus roseus
Phasicnecus roseus is een vlinder uit de familie van de Eupterotidae. De wetenschappelijke naam van de soort is voor het eerst geldig gepubliceerd in 1886 door Druce.